# Henry Petty-Fitzmaurice (5e marquis de Lansdowne)
Pour les articles homonymes, voir Henry Petty-Fitzmaurice (homonymie), Petty, Fitzmaurice et Lansdowne.
Henry Charles Keith Petty-FitzMaurice (14 janvier 1845, Londres – 3 juin 1927), 9e lord Nairne et 5e marquis de Lansdowne, est un homme d'État. Il est le cinquième gouverneur général du Canada, de 1883 à 1888.

## Biographie
Issu de la haute aristocratie, il est lié à toute la noblesse européenne. Descendant de Colbert, de Talleyrand et de Flahaut par sa mère Emily de Flahaut, son arrière-grand-père a été le Premier ministre Lord Shelburne.
Il est instruit à Eton et au Balliol College de l'université d'Oxford. Il est le père d'Henry Petty-Fitzmaurice et d'Evelyn Cavendish.
Il est gouverneur général du Canada de 1883 à 1888, vice-roi des Indes de 1888 à 1894, secrétaire au War Office de 1895 à 1900 et secrétaire au Foreign Office de 1900 à 1905, il est un des pères de l'Entente cordiale avec le roi britannique Edouard VII, le ministre français Delcassé et l'ambassadeur de France à Londres, Paul Cambon.

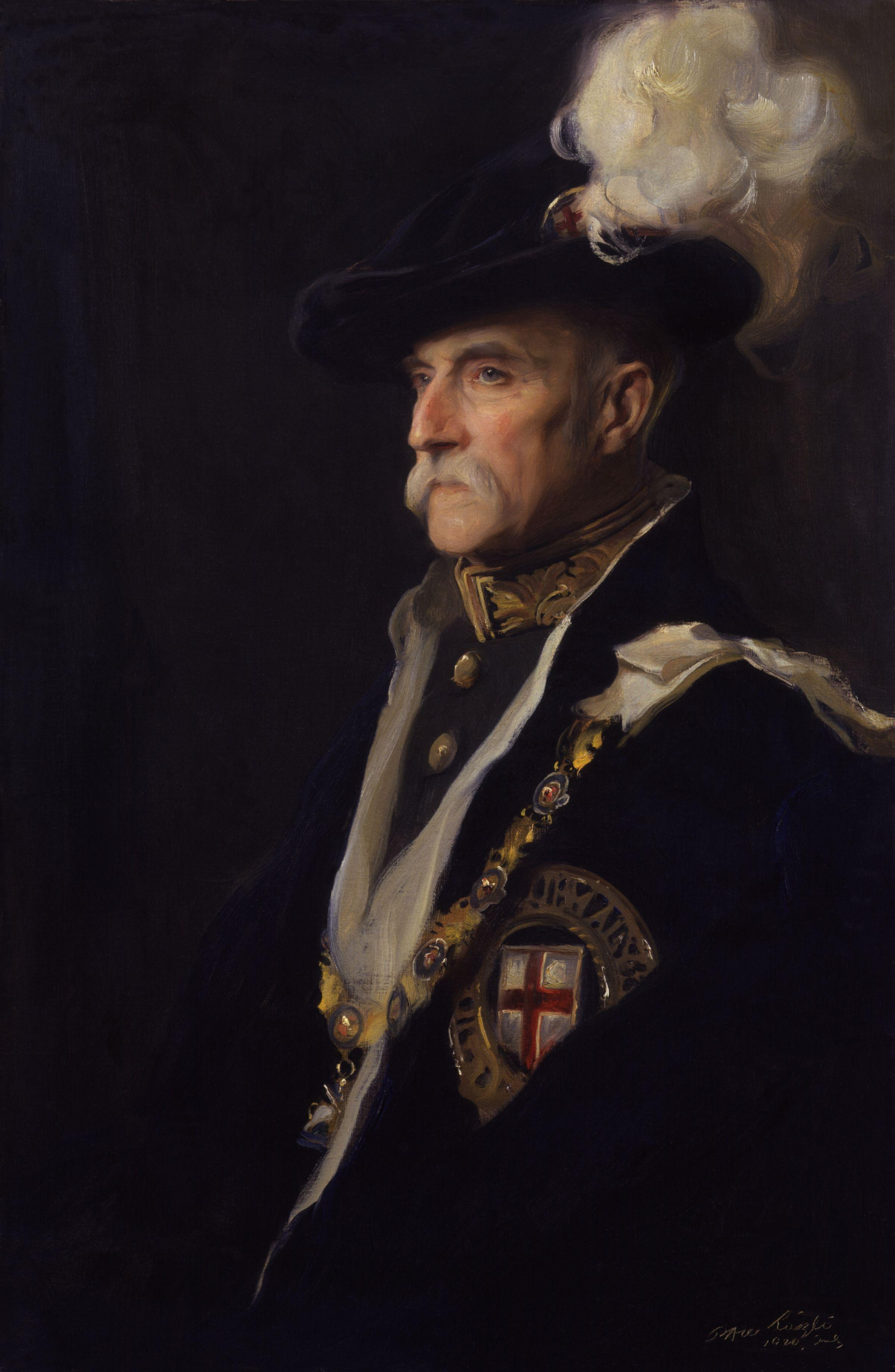
Portrait de 1920